# الملك الناصر داود
الناصر داود بن عيسى (1206–1261) كان حاكمًا كرديًا، لفترة وجيزة (1227–1229) سلطان دمشق الأيوبي ولاحقًا (1229–1248) أمير الكرك.

## السيرة الشخصية
الناصر داود هو ابن المعظم سلطان دمشق الأيوبي من 1218 إلى 1227. بعد وفاة والده، نجح الناصر، لكنه سرعان ما واجه معارضة من عمه الكامل المصري، الذي شن عليه الحرب، وفتح القدس ونابلس. استغاث الناصر بعمه الآخر الأشرف حاكم حران. لكن الأشرف خان ابن أخيه، وتوصل إلى اتفاق مع الكامل لتقسيم أراضي الناصر بينهما، بحيث يأخذ الأشرف دمشق والشمال، بينما يسيطر الكامل على فلسطين.
ومع ذلك، أدرك الناصر الخداع في الوقت المناسب، فتراجع إلى عاصمته دمشق، حيث حاصرته جيوش عمه المشتركة في أواخر عام 1228. استمر حصار دمشق حتى 25 يونيو 1229، عندما استسلمت للأشرف الذي أصبح حاكمها، معترفًا بسيطرة أخيه الأكبر. تعوض الناصر بسيادة الكرك في منطقة شرق الأردن.
كان من المقرر أن يحكم الناصر داود من الكرك لمدة ثلاثين عامًا. في عام 1239، عاد لفترة وجيزة إلى الشهرة عندما وقع في يديه ابن عمه الصالح أيوب، الابن الأكبر للكامل، الذي طرد للتو من دمشق بسبب التمرد. احتجزه الناصر سجينًا، رافضًا تسليمه للعادل الثاني، شقيق أيوب وحاكم مصر.
في نوفمبر 1239، هاجم بيتر بريتاني (زعيم حملة البارونات الصليبية) قافلة كانت تتحرك عبر نهر الأردن إلى دمشق. فغضب الناصر وسار نحو القدس التي كانت شبه خالية من الدفاع. احتل المدينة واستسلمت حامية القلعة في 7 ديسمبر. لكن الناصر لم يحاول السيطرة على القدس، بل دمر التحصينات وانسحب إلى الكرك.
في أبريل 1240، تشاجر الناصر مع العادل، وأطلق سراح أيوب وتحالف معه ضد المصريين، مقابل وعد أيوب بإعادة تثبيته في دمشق. سجن العادل من قبل قواته، ودخل أيوب والناصر القاهرة منتصرين في يونيو. لكن عندما عاد الناصر إلى الكرك في الشهر التالي، وجد نفسه تحت هجوم الصليبيين الذين تحالفوا مع عدوه الصالح إسماعيل الدمشقي. في هذه الأثناء، تخلى أيوب عن وعوده بإعادة الناصر إلى دمشق، مما ترك الناصر معزولاً دبلوماسياً. ومن أجل الاحتفاظ بأراضيه، اضطر الناصر للتوصل إلى اتفاق مع إسماعيل، ثم مع الصليبيين.
في ربيع عام 1241، بعد أن وقع أيوب على هدنة مع الصليبيين، أطلق حملة لاستعادة سوريا. والتقى جيشه بجنود الناصر في معركة غربي القدس فانهزموا. لكن الآن غير الناصر موقفه مرة أخرى، واستسلم لأيوب. على مدى العامين التاليين، واجه الناصر قتالًا مستمرًا ضد الفرنجة، وأحيانًا ضد إسماعيل أيضًا، ولم يتلق سوى القليل من المساعدات الملموسة من أيوب، لذلك غير موقفه مرة أخرى، وانتقل إلى عمه إسماعيل. الجانب في 1243. أدى وصول قوة من اللصوص الخوارزميين من الشمال إلى التخلي عن محاولة الغزو الصليبي الدمشقي المشترك لمصر، وانسحب الناصر مرة أخرى إلى الكرك.
عندما أرسل أيوب جيشًا لاستعادة دمشق وفلسطين عام 1245، حُرم الناصر من أراضيه الواقعة غرب نهر الأردن، لكن سُمح له بالعودة إلى أراضيه الأصلية خارج نهر الأردن. واستمر في حكم الكرك حتى عام 1248، عندها عزل نهائيًا. وتوفي بعد عدة سنوات، سنة ١٢٥٦.